# Upney
Upney è una stazione della linea District della metropolitana di Londra.

## Storia
La stazione venne aperta nel 1932 quando la linea District elettrificata venne estesa ad Upminster da Barking. La stazione venne costruita ed utilizzata dalla London, Midland and Scottish Railway e dalla linea District.

## Strutture e impianti
L'edificio della stazione è tipico degli anni 1930 e le piattaforme sono costituite da un'isola centrale connessa alla biglietteria. Il progetto è molto simile a quello delle stazioni di Dagenham Heathway e Elm Park.
La stazione è compresa nella Travelcard Zone 4.

## Galleria d'immagini

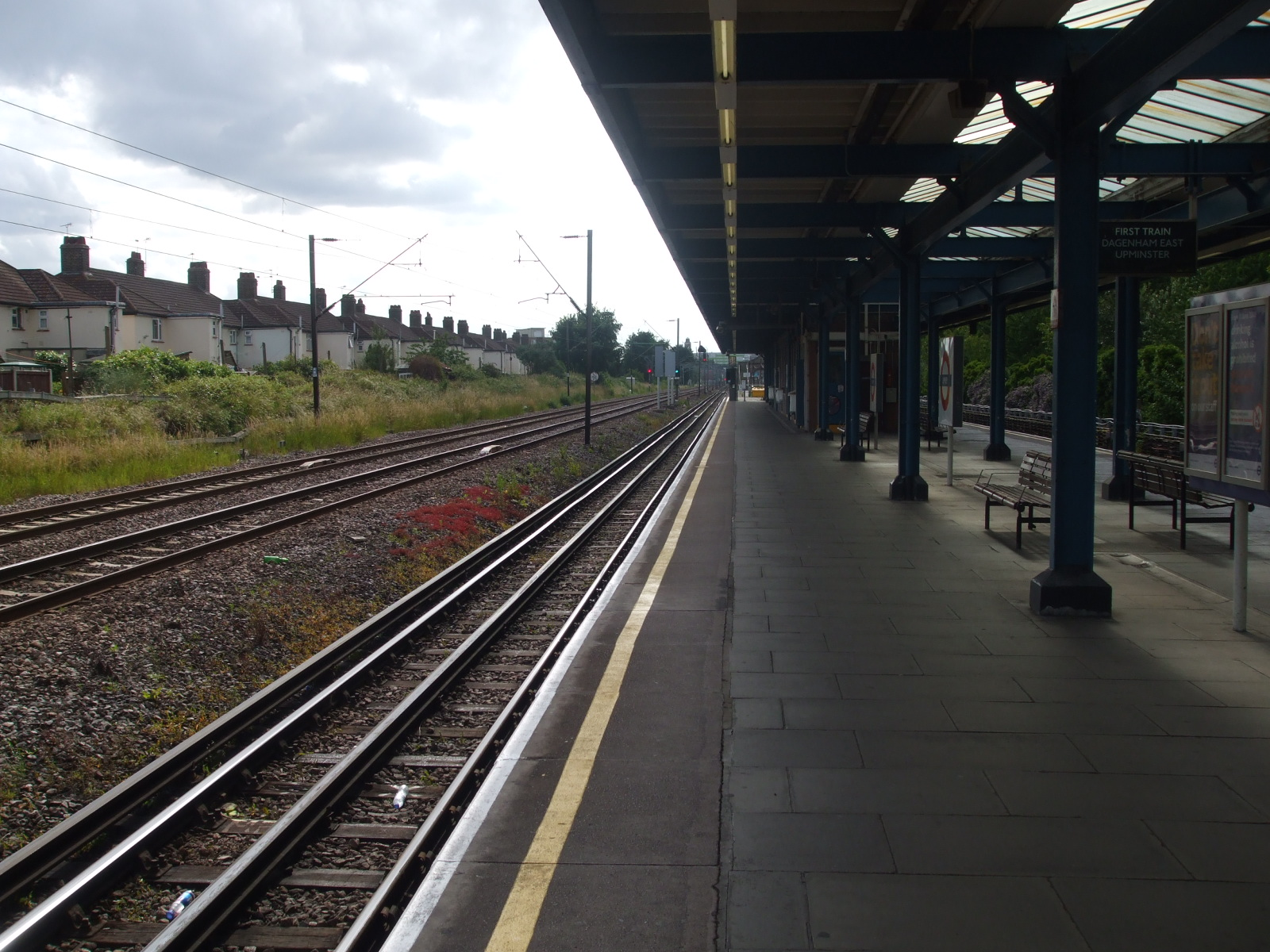
Binari verso est
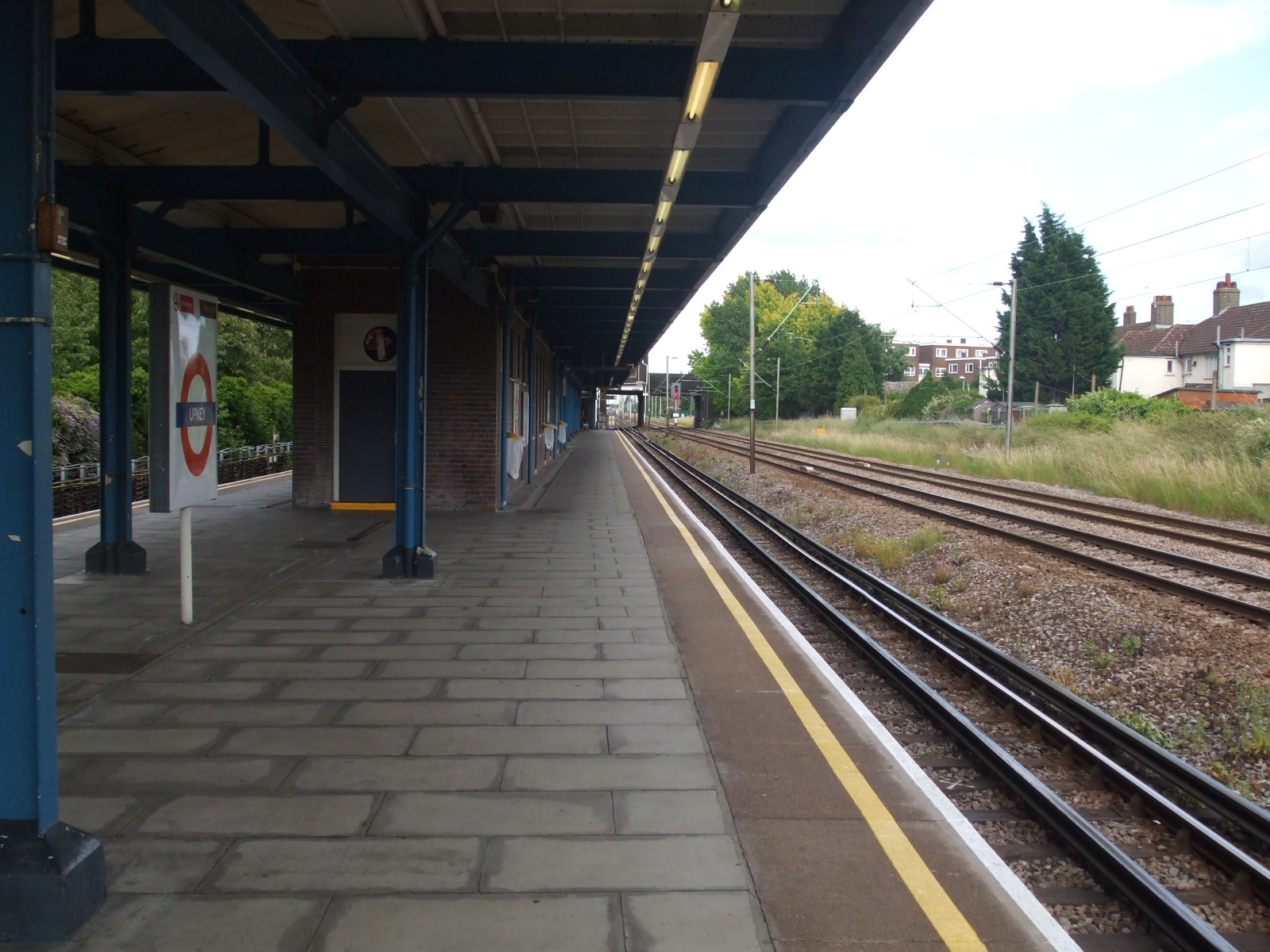
Binari verso ovest
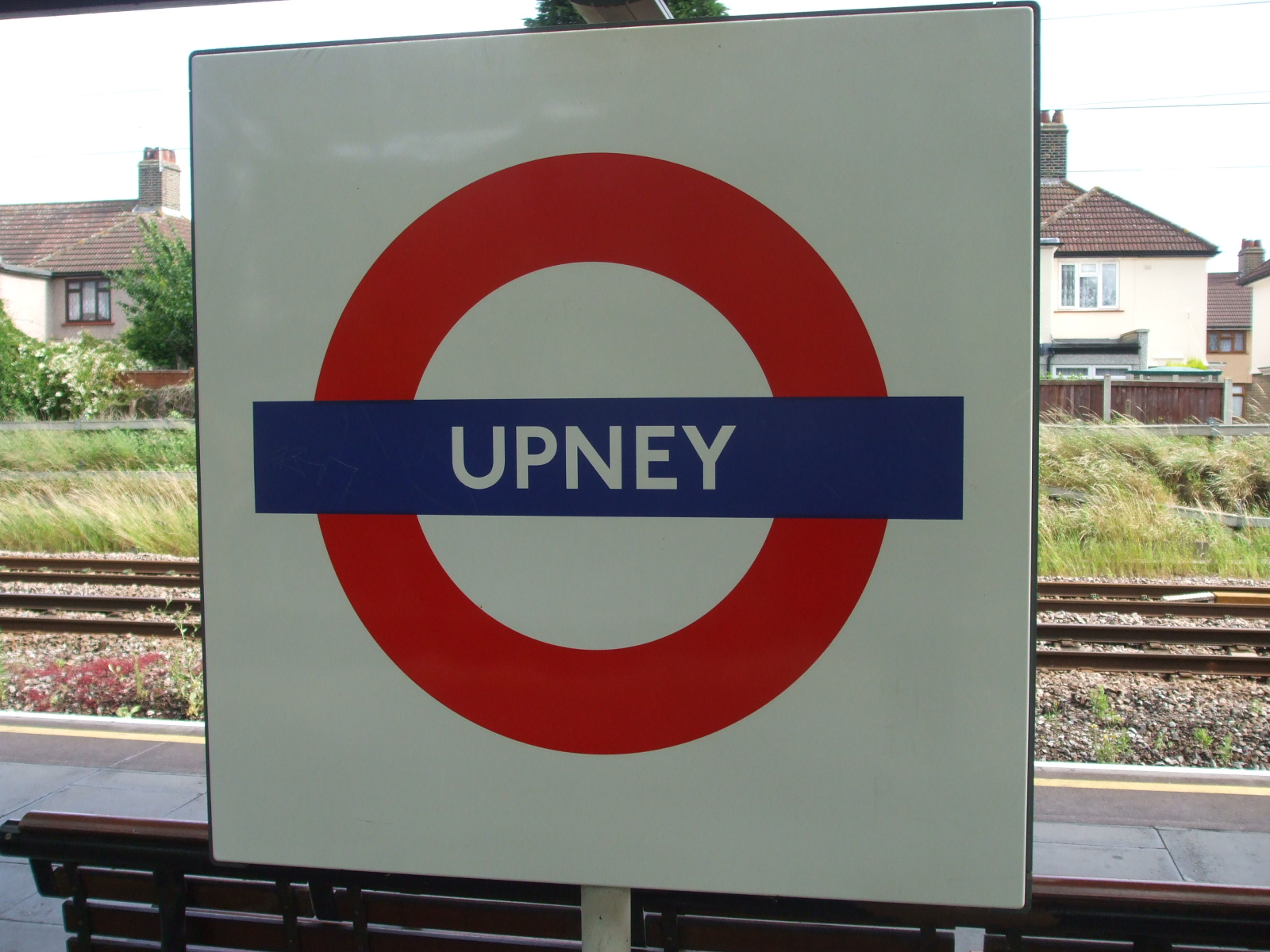
Insegna della stazione